# Ugochukwu Iwu
Ugochukwu Iwu (Jos, 28 de noviembre de 1999) es un futbolista nigeriano, nacionalizado armenio, que juega en la demarcación de centrocampista para el F. C. Rubin Kazán de la Liga Premier de Rusia.

## Selección nacional
Hizo su debut con la selección de fútbol de Armenia en un partido de clasificación para la Eurocopa 2024 contra Turquía que finalizó con un resultado de 1-2 tras los goles de Orkun Kökçü y Kerem Aktürkoğlu para Turquía, y un autogol de Ozan Kabak para Armenia.

## Clubes
| Club                  | País    | Año       | Partidos | Goles |
| --------------------- | ------- | --------- | -------- | ----- |
| Lori F. C.            | Armenia | 2017-2020 | 47       | 7     |
| F. C. Pyunik (cedido) | Armenia | 2020      | 15       | 0     |
| Lori F. C.            | Armenia | 2020-2021 | 7        | 2     |
| F. C. Urartu          | Armenia | 2021-2023 | 97       | 9     |
| F. C. Rubin Kazán     | Rusia   | 2023-     | 61       | 2     |

## Palmarés

### Títulos nacionales
| Título                  | Club         | País    | Año  |
| ----------------------- | ------------ | ------- | ---- |
| Copa de Armenia         | F. C. Urartu | Armenia | 2023 |
| Liga Premier de Armenia | F. C. Urartu | Armenia | 2023 |